# SuperTuxKart

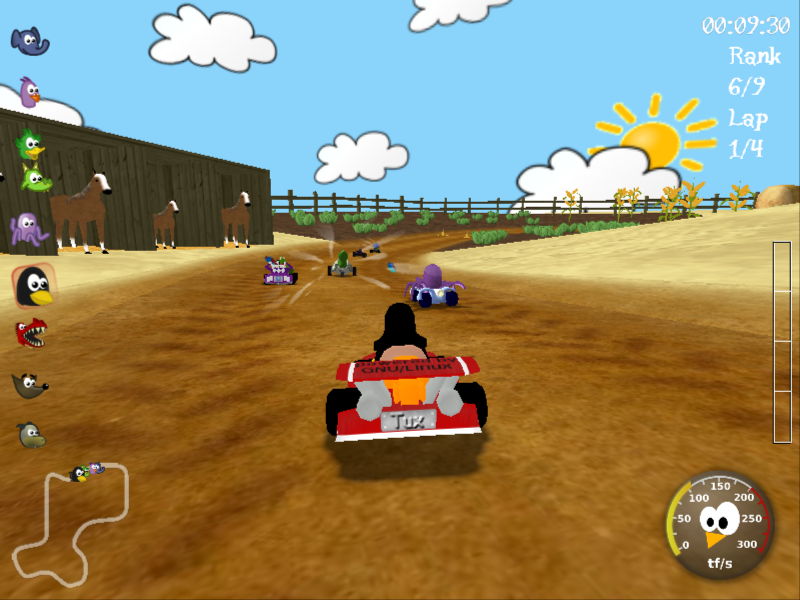
SuperTuxKart Racer

 SuperTuxKart  es un videojuego libre de carreras tipo arcade en 3D basado en Mario Kart, cuyo protagonista es Tux, la mascota del kernel Linux. La idea de su creación surgió como una mejora alternativa del juego TuxKart, de parte del grupo Game of the Month. Sin embargo, al final se optó por realizar un juego totalmente nuevo.
Está escrito en el lenguaje de programación C++ y utiliza la biblioteca Antártica, una versión modificada de Irrlicht. SuperTuxKart es multiplataforma y se ejecuta en sistemas Linux, macOS, Windows y Android. Está disponible en varios idiomas, entre ellos el español.

## Modo de juego
Se puede elegir entre un jugador, con ventana completa, dos, tres y cuatro jugadores con pantalla partida. Hay dos opciones de juego: carrera simple y Gran Premio. En el primer caso, se elige un circuito de los múltiples disponibles y gana el que complete antes el número de vueltas. En el segundo, se hace un recorrido por 4 circuitos y gana el que más puntos sume.
A lo largo del recorrido se encuentran nitros y cajas sorpresa, que incluyen desde elementos de ayuda hasta trampas.

## Desarrollo
Charles Goodwin propuso el proyecto original para Game of the Month. En un principio contó con la colaboración del desarrollador de TuxKart, Steve Baker. La falta de tiempo y conocimientos por parte del grupo causó un desarrollo desordenado, llegando incluso a considerarse muerto.
Finalmente, el proyecto fue retomado por un nuevo equipo, encabezado por Joerg Henrichs, Marianne Gagnon y Constantin Pelikan, que lo ha ido desarrollando paulatinamente hasta el estado actual. El lanzamiento de la primera versión (0.2) tuvo lugar en septiembre de 2006.

## Características
Personajes: Suzanne (mascota del proyecto Blender), Adiumy, Beagle, Beastie, Elephant, Emule, Gnu (desbloqueable), Gooey, Hexley, Konqi, Mozilla, Nolok, Pidgin, Puffy, Tux, Wilber (mascota del proyecto GIMP).
Dificultad: Principiante, Intermedio, Experto y SuperTux.
Modos de juego: Normal, Contrarreloj, Sigue al Líder y Football.
Circuitos: Coyote Canyon (desbloqueable), Shiny Suburbs, Cruce de media luna (desbloqueable), Bovine Barnyard, Fuerte Magma (desbloqueable), Hacienda (desbloqueable), La Isla (desbloqueable), Viaje por el Amazonas, Alrededor del Faro (desbloqueable), Old Mine (desbloqueable), Clase de Mate de Oliver, Arenas Movedizas, Escocia, Secret Garden, Rascacielos( desbloqueable), Northern Resort, Snow Peak, Pista de Estrellas, Tux Toolway (desbloqueable) y XR591 (desbloqueable).
Grand Prix:
Patio del Pingüino: Arenas Movedizas, Northern Resort, Clase de Mate de Oliver, Escocia, Viaje por el Amazonas.
Hasta la Luna y de Regreso: Alrededor del Faro, Pista de Estrellas, Hacienda, Secret Garden, Bouvine Barnyard.
Conducción Difícil: La Isla, Tux Toolway, Cruce de Media Luna, Snow Peak, Rascacielos.
En el Fin del Mundo: Fuerte Magma, Coyote Canyon, XR591, Old Mine, Shiny Suburbs.
Todos los Circuitos: Incluye todos los circuitos

## Recepción
La revista Full Circle Magazine considera STK uno de los mejores 5 juegos de carreras disponibles para GNU/Linux; lo describe como:

«El juego a probar si se está cansado de la conducción realísta».

Por su parte, Linux Journal también alabó el juego, diciendo que:

«Las pistas en SuperTuxKart son divertidas, llenas de color e imaginativas»

 y que:

«Si has jugado al TuxKart original, quedarás impresionado por el nuevo SuperTuxKart».

Desde 2007 y hasta 2020, SuperTuxKart se ha descargado más de 3 millones de veces desde el sitio SourceForge y acumula alrededor de 100 mil descargas en su versión móvil en Google Play.